# Okaši (leptiri)
Okaši (lat. Satyrinae) potporodica su danjih leptira. Krila su im zaobljena, raznih nijansi smeđe boje, šare su u obliku oka, obrubljene su crvenim, bijelim ili žutim rubom. Promjer krila može biti od 2,5 cm (mali okaš) do 7,5 cm (bijeli šumski vratar). Većina prezimljava u obliku gusjenice.
Najpoznatije su vrste: pjegavac (Melanargia galathea), modrooki okaš (Minois dryas), smeđi baršunasti okaš  (Hipparchia semele), bijeli šumski vratar (Brintesia circe), veliki crnac (Erebia ligea), žutopjegavi crnac (Maniola jurtina), okasti smećar ili smeđa šumska ptičica (Aphantops hyperantus), mali okaš (Coenonympha pamphilus), šumski šahovac (Perarge aegeria), zidni okaš ili zidna lisica (Lisiommata megera), bjeloprugasta ptičica tratine (Coenonympha arcania).